# Анушка Делон
Анушка Делон (на френски: Anouchka Delon) е френска филмова, театрална и телевизионна актриса, дъщеря на актьора Ален Делон. 

## Биография
Анушка Делон е родена на 25 ноември 1990 година в Жиан, Франция. Анушка е дъщеря на световноизвестния френски актьор Ален Делон и Розали ван Бреемен, бивша манекенка и втора съпруга на Делон. От този брак Анушка Делон има и по-малък брат, Ален Делон младши. Тя има и по-голям, доведен брат – актьора Антони Делон, син на Ален Делон от първия му брак с Натали Делон.
Интересен факт е, че очите на Анушка са с различен цвят – кафяво и синьо.
Своя дебют в киното Анушка Делон прави, когато е на 13-годишна възраст, във френския приключенски филм „Лъвът“ (на френски: Le Lion) през 2003 година, адаптация по едноименния роман на Жозеф Кесел. Анушка изпълнява ролята на свободолюбивата Патрисия, която живее заедно със семейството си в Африка. Ролята на бащата – Джон Булит, се изпълнява от истинския ѝ баща – Ален Делон.
От 2011 г. тя играе заедно с баща си на сцената на музикалния парижки театър Théâtre des Bouffes-Parisiens.
През 2015 г. Анушка е участник в риалити шоуто Fort Boyard.
През ноември 2019 г. е обявено, че Делон очаква първо си дете от приятеля си Julien Dereims. На 14 февруари 2020 г. им се ражда син.

## Филмография
- „Лъвът“ (2003) – Патрисия Булит
- Интимен живот по време на окупация (ТВ, 2011) – разказвач
- Любов по време на окупация (2011) – разказвач